# فرایند نرم‌افزار تیمی
ترکیب فرایند نرم‌افزار شخصی (پی‌اس‌پی)، فرایند نرم‌افزار تیمی (تی‌اس‌پی) را ایجاد می‌کند که با مشخص کردن فرایند عملیات به تیم‌های مدیران و مهندسین در سازماندهی پروژه‌ها و روند تولید نرم‌افزار پروژهای کوچک با هزاران کد تا پروژه‌های بزرگتر از نیم میلیون خط کد کمک می‌کند.در نظر است تا تی‌اس‌پی مراحل کیفیت و بهره‌وری پروژۀ توسعه نرم‌افزاری یک تیم را ارتقا ببخشد تا به آن‌ها در تعهدات مالی و برنامه‌ریزی کمک دهد.
نسخۀ اولیۀ فرایند نرم‌افزار تیمی توسط واتس هامفری در اواخر دهۀ ۱۹۹۰ ایجاد و رهبری شد و وزارت دفاع ایالات متحده آمریکا گزارش فنی آن را در نوامبر ۲۰۰۰ منتشر کرد. کتاب معرفی فرایند نرم‌افزار تیمی نظریۀ تطبیق تی‌اس‌پی با تنظیمات دانشگاهی را ارائه می‌دهد، که بر روی فرایند ساخت یک تیم تولید نرم‌افزار، سازماندهی اهداف، توزیع کارها و دیگر فعالیت‌های آن متمرکز می‌شود.